# Міхай Долган

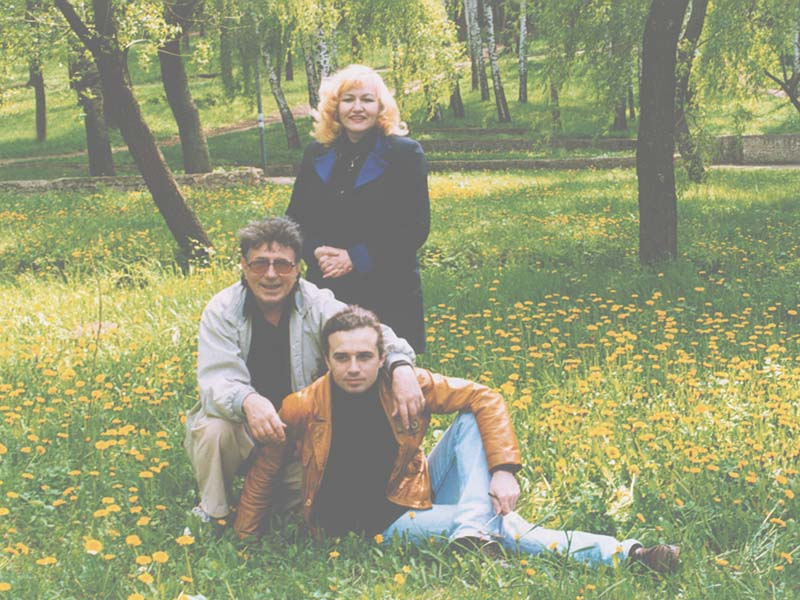
Сім'я Долган

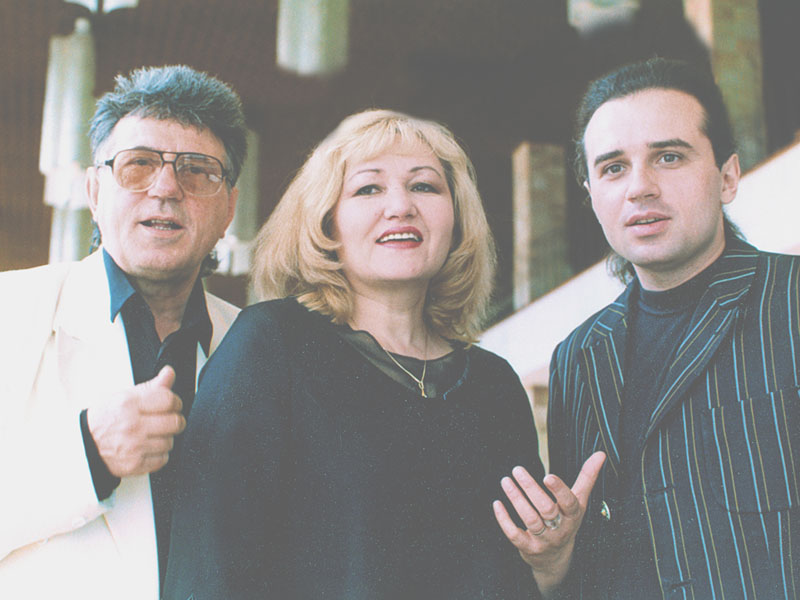
Сім'я Долган

Міхай Долган (рум. Mihai Dolgan; 14 березня 1942, Владіміреука — 16 березня 2008, Кишинів) — композитор і виконавець легкої музики з Молдови. У 1949 році разом з батьками був вивезений до Сибіру, де відбував ув'язнення в ГУЛАГу. Повернувшись на батьківщину, у 1956-1967 – працював акордеоністом у Будинку культури в Синжереї . Засновник легендарного гурту «Норок» (1967). З 1971 по 1974 рік працював у різних філармоніях радянської Росії та України. З 1974 року є лідером гурту «Contemporanul», де вийшла більшість талантів вокальних та інструментальних виконавців з Молдавської РСР.

## Дискографія
- ВИА «Норок» (1968)
- ВИА «Норок» (1969)
- Ансамбль «Норок» (1987)

## Зовнішні посилання
- Pagina neoficială a formației "Noroc"
- Maria Brânzan, "Soarta de artist"
- Noroc на YouTube